# Letiště Salcburk
Letiště Salcburk (IATA: SZG, ICAO: LOWS, německy Flughafen Salzburg – W. A. Mozart Airport) je rakouské mezinárodní letiště obsluhující město Salcburk. Je pojmenováno dle skladatele W. Amadeuse Mozarta, nachází se přibližně 3 kilometry jihozápadně od centra města a 2 km od hranic s Německem. Má jednu betonovou ranvej o délce 2 750 metrů. První motorové letadlo se zde objevilo v roce 1910, pravidelné linky začaly v roce 1927. V roce 2016 odbavilo letiště Salcburk 1 739 288 cestujících, což byl pokles o 4,9 %. K roku 2017 zde má leteckou základnu společnost Eurowings Europe.
Wizz Air oznámil vstup na letiště v Salcburku a od července 2020 zde otevře šest nových linek.